# Tomasz Kancelarczyk
Tomasz Kancelarczyk (ur. 12 sierpnia 1968 w Pełczycach) – duchowny katolicki, założyciel polskiej Fundacji Małych Stópek.

## Biografia
Tomasz Kancelarczyk urodził się 12 sierpnia 1968 roku w Pełczycach. W młodości związał się z Ruchem Wiara i Świtało. Początkowo uczęszczał do Technikum Rolniczego w Choszcznie. Za malowanie haseł anty ustrojowych był sądzony w trybie doraźnym w czasie stanu wojennego. Maturę zdał w Kamieniu Małym. W latach 1989–1990 odbył zasadnicza służbę wojskową w Wałczu. Następnie podejmował się różnych prac zleconych w papierni, stoczni i handlu. W 1993 roku wstąpił do Arcybiskupiego Wyższego Seminarium Duchownego w Szczecinie. Święcenia kapłańskie przyjął 29 maja 1999 roku.
Na swojej pierwszej parafii posługiwał w domu opieki społecznej dla osób z niepełnosprawnością. W kolejnej parafii w Szczecinie był asystentem Stowarzyszenie „Civitas Christiana”, które od 2001 roku organizuje „Szczeciński Marsz dla Życia”. W 2012 roku ks. Kancelarczyk założył wraz ze współpracownikami Fundację Małych Stópek.
W 2016 roku duchowny został laureatem Nagrody im. Jerzego Ciesielskiego przyznawanej przez tygodnik „Źródło”.
W 2021 roku ks. Kancelarczyk opublikował wraz z Małgorzatą Terlikowską wywiad-rzekę Chodzi mi o życie. Choćbyśmy uratowali jedno życie – warto.
Ks. Kancelarczyk mieszka w Szczecinie.

## Odznaczenia
- Złoty Krzyż Zasługi (4.07.2025)[5][6]